# Risk of Rain
Risk of Rain — roguelike-платформер 2013 року, розроблений Hopoo Games і виданий Chucklefish. Гру, спочатку створювала команда з двох студентів з Вашингтонського університету використовуючи рушій GameMaker, фінансували проєкт через Kickstarter перед тим, як її випустили на Microsoft Windows у листопаді 2013 року. Порти для версій OS X і Linux були випущені роком пізніше, а версії для консолей — у другій половині 2010-х років.
У Risk of Rain гравці керують вцілілими після аварії космічного вантажного корабля на дивній планеті. Гравці намагаються вижити, вбиваючи монстрів і збираючи предмети, які можуть підвищити їхні наступальні та оборонні здібності. У грі є шкала складності, яка зростає з часом, вимагаючи від гравця вибору між витрачанням часу на добування предметів та швидким проходженням рівнів, перш ніж монстри стануть сильнішими. Гра підтримує до чотирьох гравців як у локальній, так і в мережевій грі. На жаль, гра не підтримує сервери Steam і під'єднання в мережевій грі відбувається по IP і порту сервера. Продовження Risk of Rain 2 було випущено в серпні 2020 року, тоді як оновлена версія гри запланована на 2023 рік для Windows і Nintendo Switch під назвою Risk of Rain Returns.

## Ігровий процес
На початку гри гравець вибирає одного з дванадцяти персонажів. Спочатку доступний один персонаж, Коммандо. Коли гравець виконує різні випробування в грі, стає доступним більше персонажів. Кожен персонаж має різні характеристики і набір унікальних здібностей; наприклад, Снайпер має здатність вражати істот з великої відстані, завдаючи великої проникаючої шкоди, але темп його стрільби повільний, тоді як Коммандо може завдавати швидкої помірної шкоди на близькій та середній дистанціях.
Протягом усієї гри мета полягає в тому, щоб знайти портал, який завжди розміщується у випадковому місці на рівні. Поки гравці шукають його, вони стикаються з монстрами; після смерті монстри дають досвід та валюту. Коли гравці набувають досвіду, вони підвищуються, отримуючи більше очок життя та шкоди. Валюту можна використовувати, щоб відкривати різні скрині, купувати предмети в магазинах, активувати дронів, які допомагають у боях, або підносити святиням, які мають випадковий шанс видати предмети, описані в грі як вантаж космічного вантажного корабля. У грі є понад 110 предметів, які надають як пасивні ефекти, які покращують наступальні чи оборонні здібності, так і активні, що перезаряджаються з часом. Гравці можуть мати лише одне спорядження, але вони можуть збирати багато пасивних предметів, у тому числі кілька версій одного предмета, накладаючи бонуси цих предметів. Розташування скринь з цими предметами визначається випадковим чином за допомогою процедурної генерації.
Коли гравці знаходять портал, активувавши його, він починає зворотний відлік часу від 90 секунд на Дощику (Легка складність) до 120 секунд на Мусоні (Важка складність). Протягом цього часу з'являються багато інших монстрів, включаючи принаймні одного монстра-боса. Після завершення зворотного відліку монстри перестають з'являтися, і гравцям треба знайти та вбити всіх монстрів, що залишилися на мапі, перш ніж вони зможуть перейти до наступного рівня. Після активації порталу всі гроші, що залишилися у гравців, конвертуються в очки досвіду. На передостанньому рівні гравці мають можливість вибрати: перейти на останній рівень, щоб завершити свою подорож, або пройти ще один цикл, зберігаючи свої предмети, з найпершого рівня з підвищеною складністю, щоб отримати більше досвіду та предметів; коли вибрано останній варіант, портал на цих рівнях надасть той самий вибір, щоб або перейти до останнього рівня, або продовжити йти далі. На фінальному рівні гравець повинен битися з останнім босом; якщо вони виживуть, то зможуть втекти з планети та пройти гру.
Складність гри визначається таймером. Рівень складності підвищується кожні п'ять хвилин до десяти рівнів, при цьому нові монстри мають більше здоров'я та сильніші атаки. Крім того, монстри-боси можуть з'являтися до того, як гравці активують портал на вищих рівнях складності. Якщо грати наодинці, гра закінчується, коли гравець помирає. У багатокористувацькому режимі гравець, який помер, повинен дочекатися, поки інші гравці перейдуть до наступного рівня, після чого їх повертають у гру.
Випадіння предметів залежить від прогресу, якого гравець досяг у метапрогресі під час проходжень. Наприклад, перша перемога над певними босами розблокує предмет, який потім може випасти під час наступних забігів. Інші предмети відкриваються за певні випробування (досягнення) в грі, наприклад, кілька разів пройти гру або виконати певні цілі за кожного персонажа. На складності Злива та Мусон монстри також іноді залишають після смерті запис; записи містять інформацію про монстра, його характеристики та лор.

## Розробка

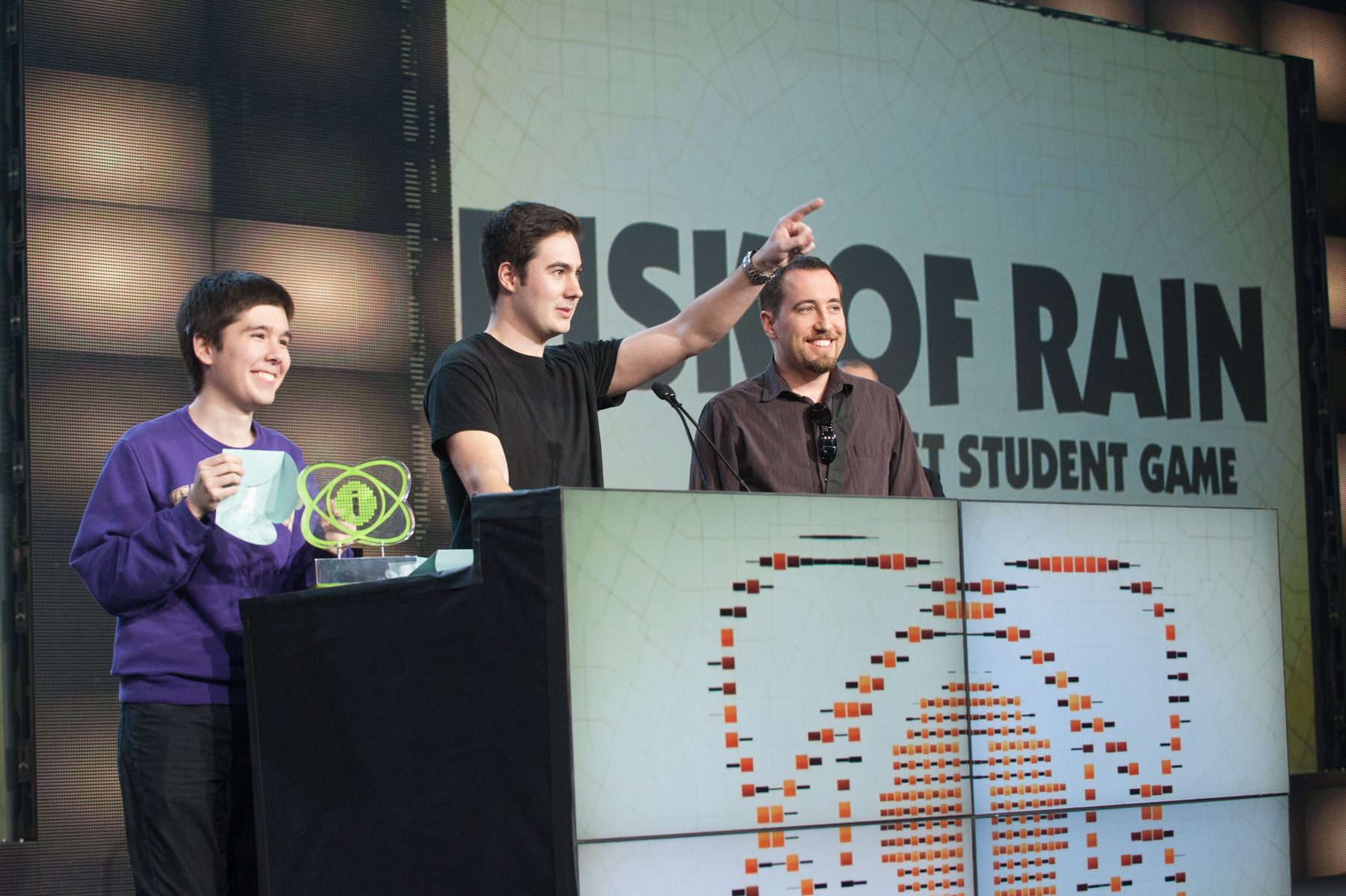
Дункан Драммонд (ліворуч), Пауль Морс і Метью Гріффін із Yeti Trunk отримують нагороду за найкращу студентську гру на фестивалі Independent Games 2014

Risk of Rain був розроблений двома студентами Вашингтонського університету, Дунканом Драммондом і Паулем Морсом, як студія Hopoo Games. Вони черпали натхнення у своїх улюблених іграх минулого та об'єднали їх в єдине ціле, зосередившись насамперед на жанрах платформера та roguelike. Вони також хотіли додати ідею гри зі змінним рівнем складності, яка «створює у гравця відчуття терміновості та змушує його часто робити важкий вибір». Risk of Rain розроблено на рушії GameMaker: Studio. Назву Risk of Rain було обрано не лише для того, щоб гру можна було легко шукати в Інтернеті, але й натякало на концепцію одного головного героя у великому ігровому світі, який завжди стурбований «ризиком невдачі чи поганих подій»…
Початкова ідея Драммонда та Морса для їхньої гри, яку вони почали розробляти ще на другому курсі, полягала в захисті вежі, де складність істот, що нападали, зростала відстанню від точки захисту, але вони виявили, що гравці воліли уникати ризикованих дій з цієї точки. Вони шукали спосіб змусити гравця продовжувати рух і прийшли до ідеї концепції «складність = час». Хоча це реалізовано так, що для гравця здається, що складність збільшується кожні п'ять хвилин, внутрішньо лічильник складності збільшується щохвилини, щоб створити очевидно більш плавний перехід для гравця. Цей лічильник перетворюється на напівекспоненціальне зростання сили нових ворогів, напівлогарифмічне зростання очок здоров'я цих ворогів і логарифмічне зростання швидкості збільшення здоров'я гравця з його рівнем. Драммонд і Морс виявили, що це створило сприятливий ігровий процес, який створював моменти «підйомів і падінь» і тримав гравця на межі, створюючи моменти, коли гравець може відчувати, що вороги обігнали його в силі, а через мить опинятися в боротьбі за те, щоб залишитися в живих. Ще одна механіка, яку вони досліджували з підходом «складність = час», полягала в тому, щоб включити швидкість, з якою гравець перемагав ворогів, у лічильник складності, але виявилося, що це усуває «підйоми та падіння» в грі.
Іншим елементом підходу до рівня складності була швидкість створення ворогів. У грі використовується система штучного інтелекту (ШІ), яка «купує» появу ворогів через випадкові проміжки часу за допомогою системи балів; цьому штучному інтелекту нараховуються бали зі швидкістю, яка залежить від лічильника складності. Вороги мають вартість балів, складніші вороги коштують більше балів, і штучний інтелект буде купувати стільки, скільки зможе. Через обмеження GameMaker Драммонд і Морс виявили, що надто велика кількість ворогів створює напругу в грі, тому вони створили засіб для штучного інтелекту купувати «елітного» ворога, якщо ШІ потрібно було купувати 5 ворогів одного типу; ці елітні вороги мають додаткові атрибути, такі як вищі значення атаки, і їх важче вбити. Вони виявили, що це необхідне рішення створило додаткову динаміку для гри, яку Драммонд назвав «поєднанням функціоналу гри та її дизайну». Risk of Rain було перевірено насамперед для збалансування системи складності, і Драммон і Морс знали, що з усіма доступними предметами для збору в грі можна «зламати гру», отримавши певні комбінації предметів, які зроблять гравця надсильним або недоторканим. Вони вважають, що це все ще прийнятно, оскільки це сильно прив'язана до генератора випадкових змін у грі.
Гра представлена у 8-бітній двовимірній графіці. Ця економія графіки дозволила їм легко розробляти спрайти для нових ворогів, а також дозволила надати відчуття масштабу більшим босам порівняно з персонажем гравця. Дизайн персонажів створювався так, щоб забезпечити достатньо відмінностей між класами та надати здібності, які покладаються на навички гравця, щоб дати гравцеві задоволення від вмілої гри, наприклад, посилення шкоди на снайперській рушниці, якщо гравець правильно встановлює час перезаряджання.
Завершивши більшу частину основної гри в бюджеті свого коледжу, команда Hopoo Games звернулася до Kickstarter, щоб отримати додаткові кошти для оновлення гри до останньої версії GameMaker, залучити музиканта для створення музики для гри та додаткового контролю якості. Kickstarter був запущений у квітні 2013 року з попитом на 7000 доларів США, а в кінцевому підсумку отримав понад 30 000 доларів пожертв. Це дозволило їм найняти Кріса Христодоулу, щоб написати саундтрек до гри та додати до гри кілька додаткових функцій. Успіх Kickstarter привів до видавничого партнерства з Chucklefish, надаючи їм місце на сервері та форуми для гравців гри. Пізніше вони заручилися допомогою Метью Гріффіна з Yeti Trunk, іншого розробника, який працював із Chucklefish, щоб допомогти покращити код гри для багатокористувацького режиму.
У лютому 2014 року команда Hopoo оголосила, що співпрацює з Sony Computer Entertainment America, щоб перенести гру на PlayStation Vita. Hopoo оголосили, що гра вийде на PlayStation 4 разом із версією Vita завдяки допомозі Code Mystics. Ці версії підтримують онлайн-систему пошуку партнерів і можливість для двох локальних гравців приєднатися до інших онлайн-гравців. Версії PlayStation також підтримують крос-платформну гру, що дозволяє гравцям PlayStation 4 і Vita грати разом. 20 вересня 2018 року було випущено версію для Nintendo Switch, яка підтримує як локальну, так і онлайн-гру. Версія для Xbox One була випущена 30 серпня 2019 року

## Випуск
У лютому 2015 року Hopoo Games у партнерстві з IndieBox, послугою щомісячної передплати, запропонували фізичний випуск Risk of Rain. Це обмежене колекційне видання з індивідуальними номерами включало флеш-накопичувач із файлом гри без DRM, офіційним саундтреком, інструкцією з експлуатації, ключем Steam та різними колекційними предметами, розробленими на замовлення.
Продовження, Risk of Rain 2, було випущено в ранній доступ в березні 2019 року та офіційно він вийшов в серпні 2020 року.
Перероблена версія Risk of Rain, Risk of Rain Returns, планується на Windows і Nintendo Switch у 2023 році. Гру розроблятиме Hopoo Games і публікуватиме Gearbox Software, яка придбала права на Risk of Rain у 2022 році. Hopoo Games також припинили розробку попередніх частин серії та передала їх до Gearbox Games. Серед запланованих удосконалень буде перероблена кодова база, щоб полегшити включення пізніших оновлень, графіка з вищою роздільною здатністю та нова музика від Christodoulou, краща підтримка мережі для спільної гри, а також нові предмети монстри та персонажі в купі з контентом з попередніх частин.

## Рецензії
| Оцінка агрегаторів | Оцінка агрегаторів     |
| Агрегатор          | Оцінка                 |
| ------------------ | ---------------------- |
| Метакритик         | PC: 77/100 PS4: 81/100 |
| Оцінка оглядачів   |                        |
| Публікація         | Оцінка                 |
| Eurogamer          | 8/110                  |
| Game Informer      | 7.5/10                 |
| GameSpot           | 8/10                   |
| Polygon            | 8.5/10                 |

Risk of Rain був названим одним із переможців Student Showcase Festival Independent Games 2014, а згодом отримав нагороду Student Prize Award. До 2019 року було продано понад три мільйони копій гри.